# Starveglianza
Starveglianza (Starveillance) è una serie televisiva animata statunitense-canadese del 2007, creata da Eric Fogel e prodotta da Cuppa Coffee Studios.
La serie è stata trasmessa per la prima volta negli Stati Uniti su E! dal 5 gennaio al 9 febbraio 2007, per un totale di sei episodi ripartiti su una stagione. In Italia la serie è stata trasmessa su E! Entertainment dal 30 aprile 2007.

## Trama
La serie, attraverso la tecnica dello stop-motion, parodia la vita delle celebrità. I due conduttori Glen e Corey nascondono quindi videocamere in tutto il mondo per registrare le celebrità nei loro momenti privati.

## Episodi
| nº | Titolo    | Prima TV USA    | Prima TV Italia |
| -- | --------- | --------------- | --------------- |
| 1  | Episode 1 | 5 gennaio 2007  | 30 aprile 2007  |
| 2  | Episode 2 | 12 gennaio 2007 | 7 maggio 2007   |
| 3  | Episode 3 | 19 gennaio 2007 | 14 maggio 2007  |
| 4  | Episode 4 | 26 gennaio 2007 | 21 maggio 2007  |
| 5  | Episode 5 | 2 febbraio 2007 | 28 maggio 2007  |
| 6  | Episode 6 | 9 febbraio 2007 | 4 giugno 2007   |